# يانوش كونراد
يانوش كونراد (27 أغسطس 1941 – 26 نوفمبر 2014) كان لاعب كرة ماء وسباحة ظهر مجري، شارك في الألعاب الأولمبية الصيفية 1960، الألعاب الأولمبية الصيفية 1964 والألعاب الأولمبية الصيفية 1968.
وُلد في بودابست.
كان كونراد ضمن منتخب المجر لكرة الماء للرجال الذي فاز بالميدالية البرونزية في دورة 1960، حيث لعب مباراة واحدة وسجل هدفًا واحدًا. كما شارك في سباق 100 متر ظهر لكنه خرج من الدور الأول.
بعد أربع سنوات، كان عضوًا في المنتخب المجري الذي فاز بالميدالية الذهبية في دورة 1964، ولعب جميع المباريات الست وسجل هدفين.
وفي ألعاب 1968، فاز بميداليته البرونزية الثانية مع المنتخب المجري، حيث لعب جميع المباريات الثماني وسجل ثلاثة أهداف. توفي في 26 نوفمبر 2014 عن عمر ناهز 73 عامًا.

## وصلات خارجية
- János Konrád على موقع الاتحاد الدولي للسباحة (الإنجليزية)
- János Konrád على موقع اللجنة الأولمبية الدولية (الإنجليزية)
- János Konrád على موقع أوليمبيديا (الإنجليزية)
- János Konrád على موقع اللجنة الأولمبية المجرية (الهنغارية)